# People on the street
People on the street is een lied dat werd geschreven door Neil Young. Het verscheen in 1986 op zijn album Landing on water en werd daarnaast uitgegeven op singles in de VS en Frankrijk die voor de promotie van zijn werk dienden. Van het nummer verscheen daarnaast een videoclip.

## Tekst en muziek
In het nummer zingt hij dat mensen op de straat een plek om te gaan nodig hebben. Hij benoemt allerlei plekken en tijdstippen om zijn punt duidelijk te maken. Met dit up-tempo nummer komt hij geleidelijk aan weer terug in de rockmuziek waar hij in de jaren ervoor van afgedreven was.

## Videoclip
Bij dit lied hoort net als bij alle andere albumnummers een videoclip. De regisseur ervan was Tim Pope die hiervoor twee clips voor Young regisseerde. In 1983 was dat namelijk voor Cry, cry, cry en Wonderin'. De clips werden door Young zelf gefinancierd omdat Geffen Records hier aanvankelijk geen vertrouwen in had. Later groeide dat vertrouwen en nam Geffen de promotie ervan kosteloos op zich.
People on the street is in dezelfde stijl als Wonderin' opgenomen en bevat allerlei kleine scènes waarin Young de hoofdrol speelt. In al deze clips beeldt Young telkens een ander Amerikaans karakter uit. In deze clip is dat die van de tappdanser waarbij hij zich al dansend en zingend door de straten San Francisco beweegt. Russ Tamblyn is niettemin de stand-in voor de shots op de voeten.